# Stenotis peninsularis
Stenotis peninsularis är en måreväxtart som först beskrevs av Townshend Stith Brandegee, och fick sitt nu gällande namn av Edward Everett Terrell. Stenotis peninsularis ingår i släktet Stenotis och familjen måreväxter. Inga underarter finns listade i Catalogue of Life.